# Weissach (Böblingen)
Pour les articles homonymes, voir Weissach.
Weissach est une commune de Bade-Wurtemberg (Allemagne), située dans l'arrondissement de Böblingen, dans la région de Stuttgart, dans le district de Stuttgart.
Elle abrite un centre de R&D Porsche où travaillent environ 3 000 personnes.

## Personnalités liées à la ville
- Sepp Vees (1908-1989), peintre mort à Gundershofen.
- Erich Hartmann (1922-1993), pilote de chasse né à Weissach.
- Herbert Linge (1928-2024), peintre né à Weissach.